# Iván Carril Regueiro
Iván Carril (Rebordaos, 13 de febrer de 1984) és un futbolista gallec, que ocupa la posició de migcampista.
Després de formar-se al FC Barcelona, el 2002 marxa al Deportivo de La Corunya. Comença al seu filial, per debutar a primera divisió la temporada 05/06, en la qual juga 10 partits i marca un gol. Les següents temporades és cedit a la UD Vecindario, de Segona Divisió o al CF Palencia.
L'estiu de 2009 marxa al Pontevedra CF, de Segona Divisió B.